# Drymonia chiribogana
Drymonia chiribogana är en tvåhjärtbladig växtart som beskrevs av Wiehler. Drymonia chiribogana ingår i släktet Drymonia och familjen Gesneriaceae. Inga underarter finns listade i Catalogue of Life.